# Joseph Toole

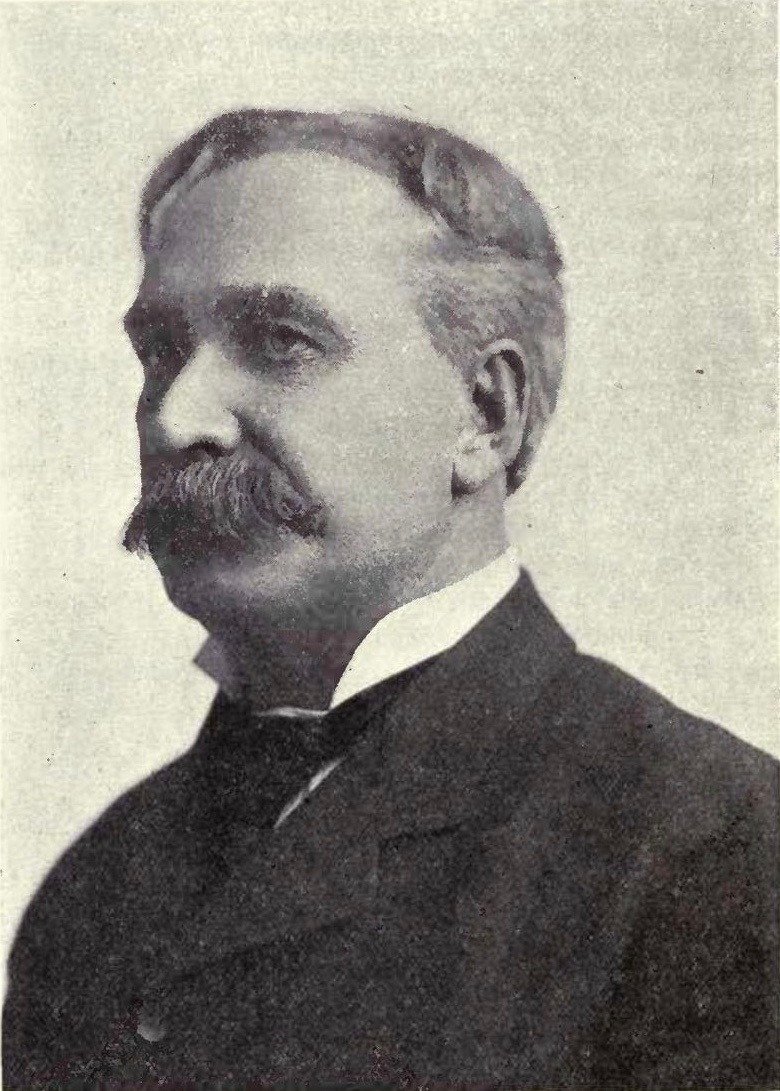
Joseph Toole

Joseph Kemp Toole (12 de maio de 1851, Savannah, Missouri - 11 de março de 1929,São Francisco, Califórnia) foi um político norte-americano de Montana. Toole foi o primeiro governador de Montana, servindo a 8 de novembro de 1889, até primeiro de janeiro de 1893. Ele retomou a prática da lei em Helena. Toole era um delegado à Convenção Nacional Democrata em 1892 e 1904. Ele serviu como o quarto governador de Montana a partir de 7 de janeiro de 1901, até 1 de abril de 1908, quando renunciou em virtude dos problemas de saúde.